# Kim Darroch
Nigel Kim Darroch ( / J r æ ə k / ; né le 30 avril 1954) est un diplomate britannique. Il est conseiller à la sécurité nationale et représentant permanent du Royaume-Uni auprès de l'Union européenne, puis ambassadeur du Royaume-Uni aux États-Unis entre janvier 2016 et décembre 2019. Le 10 juillet 2019, à la suite de la fuite de câbles diplomatiques dans lesquels il a critiqué l'administration présidentielle Trump, il démissionne de ses fonctions d'ambassadeur à Washington.

## Jeunesse
Nigel Kim Darroch naît à South Stanley, dans le comté de Durham, en Angleterre, le 30 avril 1954, fils d'Alastair Macphee Darroch et d'Enid Darroch,. Il fait ses études à l'école Abingdon et à l'Université de Durham (Hatfield College), d'où il obtient un baccalauréat en zoologie en 1975. Darroch est un joueur passionné de five dans sa jeunesse, représentant son école et plus tard l'université de Durham ,.

## Carrière
Darroch rejoint le Bureau des Affaires étrangères et du Commonwealth (FCO) en 1976. Il est nommé au service diplomatique en 1980 comme premier secrétaire à Tokyo de 1980 à 1984. Il occupe un certain nombre de postes, notamment en tant qu'officier de bureau pour le Tunnel sous la Manche et co-secrétaire du Groupe du traité sur le tunnel sous la Manche Royaume-Uni-France, secrétaire privé de David Mellor puis de Simon Arthur (4e baron Glenarthur) ministre d'État du FCO à partir de 1987 à 1989, et conseiller pour les affaires extérieures auprès du Représentant permanent du Royaume-Uni auprès de l'Union européenne pendant un an avant d'être promu directeur à la tête du bureau de presse du FCO en 1998.
En 2000, Darroch revient au travail politique comme directeur de EU Comd, et en 2003, est promu au poste de directeur général Europe. En 2004, il est muté au 10 Downing Street, comme chef du Cabinet Office chargé du Secrétariat européen, où il est le principal conseiller du Premier ministre pour les affaires européennes. Après trois ans, Darroch est nommé pour remplacer John Grant à Bruxelles, comme Représentant permanent du Royaume-Uni auprès de l'Union européenne en 2007 pour un mandat de quatre ans.
Il remplace Peter Ricketts comme conseiller à la sécurité nationale en janvier 2012, Jon Cunliffe étant choisi comme remplaçant de Darroch en tant que représentant permanent auprès de l'Union européenne ,.

### Ambassadeur aux États-Unis
Le 7 juillet 2015, le Foreign Office annonce que Darroch serait remplacé par Mark Lyall Grant en septembre 2015 remplaçant lui-même Peter Westmacott le 28 janvier 2016, comme ambassadeur aux États-Unis ,.
En novembre 2016, à la suite des élections américaines, une note de service de Darroch au Premier ministre Theresa May est divulguée dans laquelle il déclare que le président élu des États-Unis, Donald Trump, pourrait être influencé par le gouvernement britannique. La semaine suivante, Trump tweete que Nigel Farage devrait être ambassadeur britannique aux États-Unis. Downing Street déclare qu'il n'y a pas de poste vacant et que le Royaume-Uni a « un excellent ambassadeur aux États-Unis »,. Darroch est à Londres le lendemain pour des consultations avec May qui auraient été planifiées depuis longtemps .

#### Fuite de câbles et démission
Le 7 juillet 2019, des câbles diplomatiques secrets de Darroch au gouvernement britannique, datant de 2017 à 2019, sont divulgués à Steven Edginton, un journaliste indépendant de 19 ans et employé du parti Reform UK. Darroch qualifie l'administration Trump de "inepte et peu sûre d'elle" . En réponse, Nigel Farage déclare que Darroch est « totalement inadapté » à un poste, et Trump tweete que Darroch n'est « pas aimé aux États-Unis » et que « nous ne traiterons plus avec lui ». La Première ministre, Theresa May, exprime son soutien à Darroch et ordonne une enquête sur les fuites. Cela conduit à une enquête criminelle de Scotland Yard.
Le 10 juillet, Darroch démissionne de son poste d'ambassadeur aux États-Unis. Il écrit que « la situation actuelle me rend impossible de jouer mon rôle comme je le souhaiterais ». Auparavant, Boris Johnson, le favori de l'élection pour remplacer May, a refusé de soutenir publiquement Darroch, ce qui rend sa position intenable. Theresa May et le chef de l'opposition, Jeremy Corbyn, saluent le service de Darroch à la Chambre des communes et déplorent qu'il ait dû démissionner sous la pression des États-Unis. Un porte-parole du Premier ministre déclare que c'est le travail d'un ambassadeur de fournir « une vision honnête et sans fard » de l'administration américaine . Darroch reste en poste jusqu'à la fin de l'année.
Kim Darroch est nommé Compagnon de l'ordre de Saint-Michel et Saint-Georges (CMG) dans les honneurs du Nouvel An 1997, et promu chevalier commandeur du même ordre (KCMG) dans les honneurs d'anniversaire de 2008. Il est créé pair à vie dans la liste des honneurs de démission 2019 de Theresa May. Il est créé baron Darroch de Kew, de St Mawes dans les Cornouailles le 11 novembre 2019 et prononce son premier discours à la Chambre des Lords, où il siège comme crossbencher.

## Vie privée
En 1978, Darroch épouse Vanessa, enseignante à la British International School of Washington. Ils ont deux enfants, Simon, un géologue basé à l'Université Vanderbilt qui étudie également à Durham, et Georgina, botaniste aux Jardins botaniques royaux de Kew.